# Carl August Buchholz (Jurist)
Carl August Buchholz, vollständig: Carl August Friedrich Buchholz (* 3. Oktober 1785 in Lübeck; † 15. November 1843 ebenda) war ein deutscher Advokat, kurhessischer Diplomat und Syndicus der Hansestadt Lübeck.

## Leben
Buchholz war der Sohn des Syndikus des Lübecker Domkapitels Georg Friedrich Buchholz (1750–1805). Er studierte Rechtswissenschaften, zunächst an der Universität Göttingen, dann ab Oktober 1805 an der Universität Heidelberg, und wurde 1807 an der Universität Halle zum Dr. der Rechte promoviert. Zu seinen Freunden in Heidelberg gehörte Georg Kloß, der in seinem Schmollisbuch für Buchholz ein Pistolenduell gegen den Senior der Landsmannschaft Suevia Raphael von Weinzierl notiert.
In seiner Studentenzeit betätigte er sich als Schriftsteller und verfasste eine Reihe an Reiseliteratur, Romanen und Bühnenwerken.
1808 erhielt er in Lübeck seine Zulassung zur Anwaltschaft. Er übte von Lübeck aus eine internationale Praxis aus, für die ihn insbesondere das ihm eigene Verhandlungsgeschick qualifizierte. 1810 übernahm er die in Paris geführten Verhandlungen der Konkursforderungen aus dem Konkurs des vormaligen Lübecker Bürgermeisters Mattheus Rodde aus von diesem dem Französischen Staat gegebenen Anleihen und erzielte einen günstigen Vergleich. Bei seiner Rückkehr nach Lübeck war Lübeck bereits in das Französische Kaiserreich eingegliedert, so dass er seine Paris erworbenen Erfahrungen zur weiteren beruflichen Anwendung bringen konnte. Seine Opposition gegen diese politischen Verhältnisse führte 1813 zur Verhängung einer Freiheitsstrafe gegen ihn, wurde aber wenig später amnestiert. Er erwog die Übersiedlung nach Riga, aber kehrte von Rügen, wo er sich in Sicherheit gebracht hatte, noch 1813 nach Lübeck zurück. Auf dem Wiener Kongress (1814–1815) und beim Aachener Kongress (1818) vertrat er die Interessen zahlreicher Jüdischer Gemeinden in Deutschland im Interesse der Verbesserung ihrer Lebensverhältnisse. Er gilt als wichtiger Anwalt der Jüdischen Emanzipation. In der Zeit von 1823 bis 1834 nahm er die Interessen des Kurfürstentums Hessen bei zahlreichen deutschen Bundesstaaten und im europäischen Ausland wahr und empfing so zahlreiche staatliche Orden und Auszeichnungen. 1834 wurde er zum Syndicus seiner Heimatstadt gewählt und wirkte fortan im Lübecker Obergericht als Richter. Er bewohnte das Haus Mengstraße 2 und das für ihn von dem Hamburger Architekten Alexis de Chateauneuf 1837 errichtete Sommerhaus in der Eschenburgstraße 39.
Er heiratete in erster Ehe Catharina Eleonora Luise Tesdorpf († 1846), Tochter des Weinhändlers Peter Hinrich Tesdorpf (1745–1811) in Bordeaux, später Lübeck. In zweiter Ehe war er mit Fanny Pauli verheiratet, Tochter des Franz Heinrich Pauli. Seine Tochter aus erster Ehe heiratete den Oberappellationsgerichtsrat Georg Friedrich Ludwig Oppenheimer.

## Auszeichnungen
- Hausorden vom Goldenen Löwen,

Kommandeur 2. Klasse (2. Juni 1830)
Kommandeur 1. Klasse (1843)
- Roter Adlerorden 3. Klasse
- Verdienstorden der Bayerischen Krone, Kommandeur

## Schriften

### Literarisches
- Historisch-romantische Skizzen aus Rom und Griechenland. 1804 (Widmung an Etatsrätin Friederike Brun geb. Münter)
- Cyanen: Eine Sammlung zerstreuter Aufsätze. Berlin 1806
- Marc Aurel. Berlin 1806
- Poppäa. Tragödie in 4 Aufzügen. Hamburg 1806
- Ugolino Gherardescas Fall, nach Dante für die Bühne bearbeitet. Hamburg 1807
- Emanuels Prüfungsjahre, oder, Ansichten des Lebens. Leipzig 1807
- Reminiscenzen und Reisetabletten. Hildesheim 1807 (Widmung an Eduard von Toll und Burchard von Wulf auf Charlottenthal,[6] Vorwort datiert Stuttgart 1806)

### Juristische Werke
- Versuche über verschiedene Rechtsmaterien: mit besonderer Hinsicht auf dabey vorkommende Controverse. Niemann, Lübeck 1808, urn:nbn:de:bvb:12-bsb10566514-5.
- Vertheidigung des Schiffers Joachim Friedrich Hustede zu Lübeck gegen der Verdacht der Begehung eines an Angelica Christina Daniel verübten Raubmordes / geführt in der Defensions-Instanz von Carl August Buchholz. Mit dem hinzugefügten Urtheil. Lübeck: Borchert [ca. 1810]
- Über die Aufnahme der jüdischen Glaubensgenossen zum Bürgerrecht. Michelsen, Lübeck 1814, urn:nbn:de:hebis:30-180010842008.
- Actenstücke die Verbesserung des bürgerlichen Zustandes der Israeliten betreffend. Stuttgart und Tübingen: Cotta 1815, urn:nbn:de:hebis:30-180010658006.